# Joiči Doi
Joiči Doi (japonsko 土肥 洋一), japonski nogometaš, * 25. julij 1973.
Za japonsko reprezentanco je odigral štiri uradne tekme.